# Christian Gottlieb Cantian

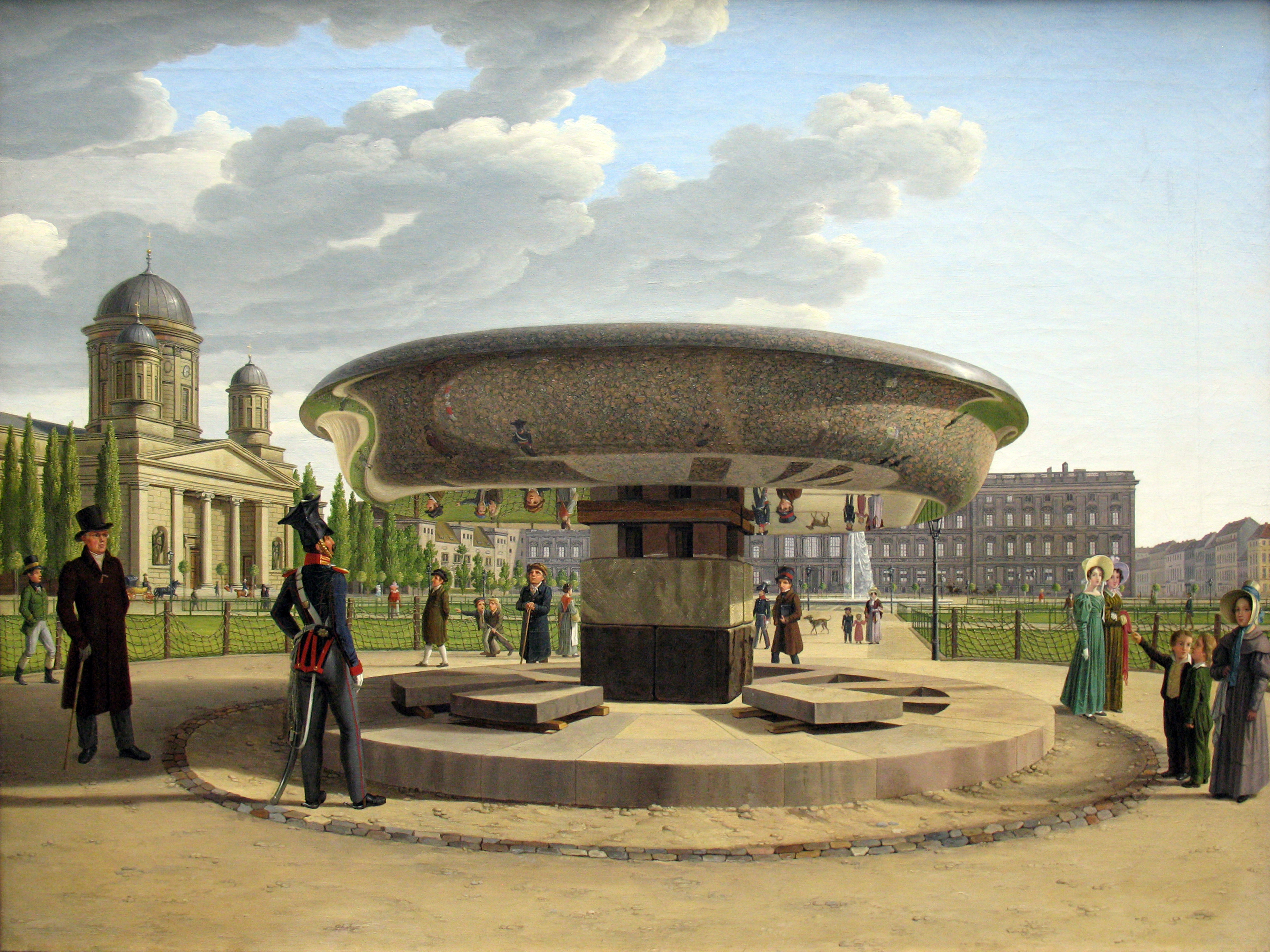
Die Granitschale im Berliner Lustgarten, Ölgemälde von J. E. Hummel, 1831. Links in schwarzer Kleidung C. G. Cantian.

Johann Christian Gottlieb Cantian (* 23. Juni 1794 in Berlin; † 11. April 1866 ebenda) war ein preußischer Steinmetz und Baumeister. Sein Hauptwerk ist die 6,90 Meter große und 75 Tonnen schwere Granitschale (1834) im Berliner Lustgarten. Weitere wichtige Werke sind die Friedenssäule (1843) auf dem Belle-Alliance-Platz und die Adlersäule (1846) am Berliner Schloss.

## Leben

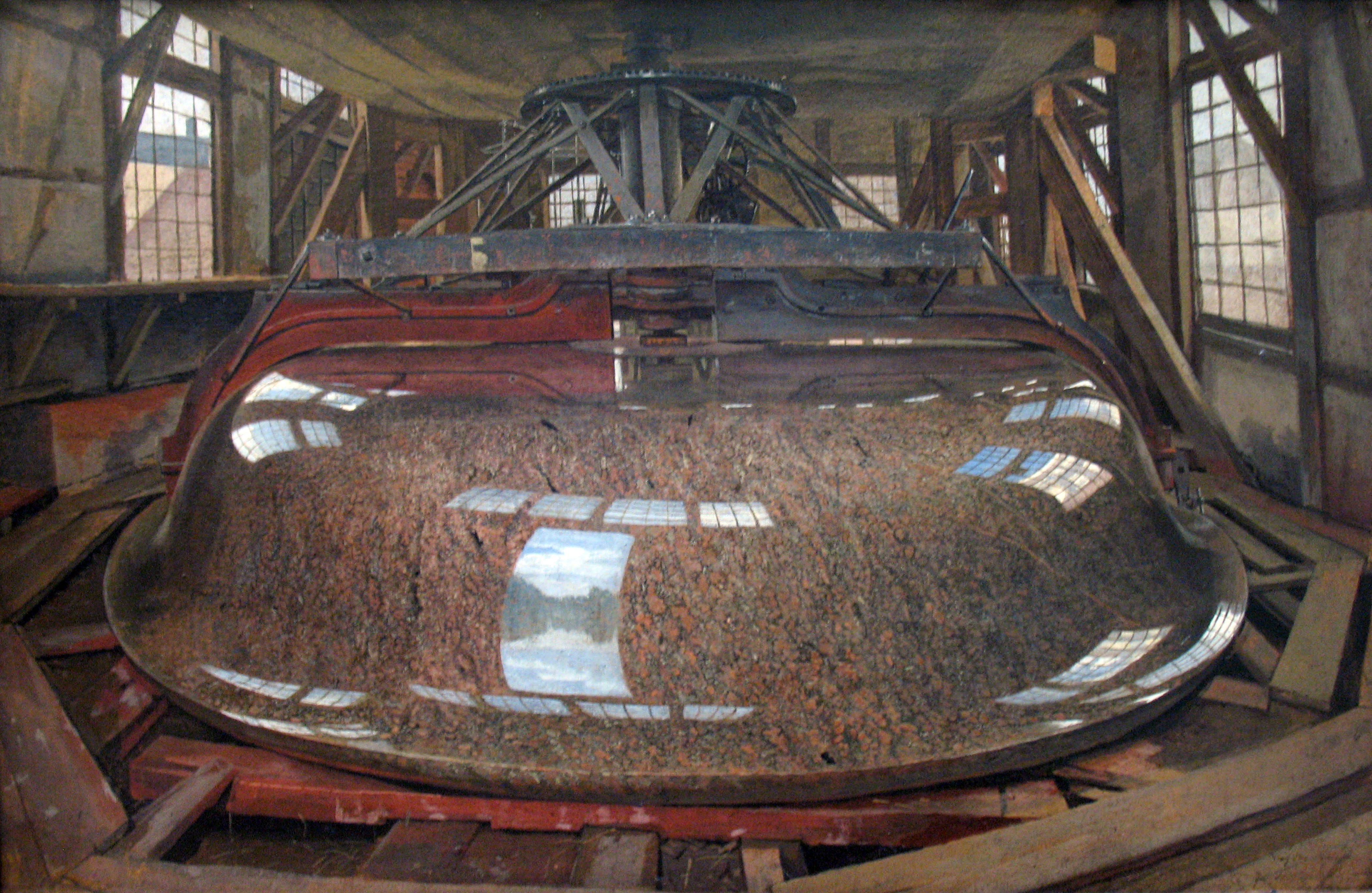
Die Granitschale in der Schleifmaschine, Ölgemälde von J. E. Hummel, 1831

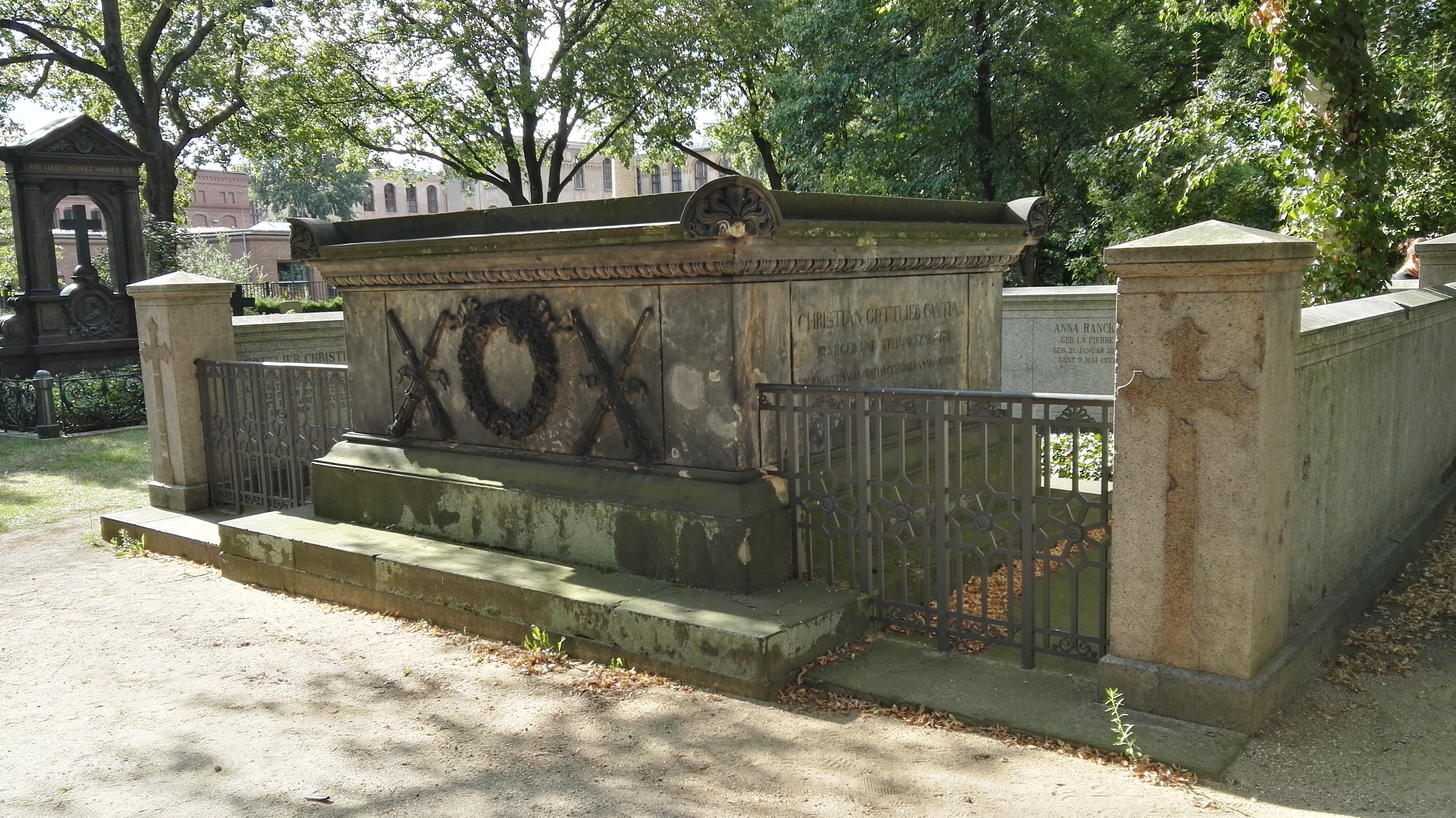
Grabmal von Christian Gottlieb Cantian in Berlin

Christian Gottlieb Cantian bekam in der väterlichen Werkstatt in Bunzlau eine Ausbildung zum Steinmetzen. Vor der Teilnahme an den Befreiungskriegen war er zwischen 1810 und 1813 Schüler an der Berliner Bauakademie. 1814 wurde er erstmals als Architekt bezeichnet. Den Abschluss als Baukondukteur legte er 1818 ab, den als Baumeister 1822. Von 1822 bis 1832 wirkte er neben Langerhans als unbesoldeter Baustadtrat in Berlin. Am 12. Juli 1832 verlieh ihm die Stadt den Ehrentitel eines Stadtältesten, nachdem er auf eigenen Wunsch aus dem Stadtrat ausgeschieden war. 1835 wurde er Kgl. Baumeister und 1842 Bauinspektor. 1842 bis 1859 war er Stadtverordneter von Berlin. 1844 wurde Cantian in Würdigung seiner ehrenamtlichen Verdienste zum Baurat ernannt.
Cantians größte Leistung bestand in der Herstellung, dem Transport und der Aufstellung der Großen Granitschale im Lustgarten mit etwa 75 Tonnen. Daneben war er am Bau der Friedenssäule auf dem Belle-Alliance-Platz zur Erinnerung an die Befreiungskriege und der Adlersäule auf der Gartenterrasse des Berliner Schlosses beteiligt. Des Weiteren wird ihm die Herstellung des aus rotem Granit bestehenden Sockels sowie der Säulenhalle der Berliner Siegessäule zugeschrieben.
Die väterliche Werkstatt ging zunächst an den Bruder. Als dieser 1826 starb, übernahm Gottlieb Cantian die Firma. Da er nicht Mitglied der Steinmetzinnung Berlin war, betrachtete er die Granitschale im Lustgarten als sein Meisterstück und bewarb sich am 17. Juli 1832 um die Mitgliedschaft in der Berliner Steinmetz- und Steinbildhauerinnung. Er gab an, dass er als Mitglied des „combinierten Maurer und Steinmetzgewerk zu Bunzlau“ Lehrlinge ausgebildet habe und dass dort kein Meisterstück verlangt worden wäre, doch dass „er glaube, dass er durch die in hiesiger Stadt aufgestellten Arbeiten den Beweis besonderer Kunstfertigkeit habe“. Die Innung ließ sich Zeit und erklärte sich erst am 19. Januar 1835 bereit, 2½ Jahre nach Antragstellung und 2½ Monate nach der Übergabe der Großen Granitschale, „Herrn Cantian zu incorporieren“. „Im Juni 1834 – wohl in Folge der oben vermuteten Auseinandersetzungen um die Aufnahme Cantians in die Berliner Innung – wird ein neues Buch angelegt. Kein Protokollbuch mehr, das Rechenschaft gibt über abgehaltene Sitzungen, Lehrlingsverträge, Gesellen- und Meisterprüfungen, sondern ein Lehrlingsbuch, rückwirkend bis zum 10. Juli 1830 aus dem alten Buch übertragen und bis zum Juni 1869 geführt wird.“ 1853 gab sich die Berliner Innung ein neues Statut, in der die Voraussetzung zur Aufnahme in die Innung „die Befähigung zum selbständigen Betrieb des Steinmetzgewerbes“ genannt wurde. Das änderte sich erst im Juni 1869 mit der Gründung des Berliner-Potsdamer-Steinmetz-Gewerks.
Der Name von Cantian ist mit zahlreichen Steinmetzarbeiten an bekannten Berliner Monumentalbauten dieser Zeit verbunden. Im Hause von Cantian ging das damalige „geistige Berlin“ ein und aus. Sehr nahe standen ihm die Bildhauerprofessoren Carl und Ludwig Wichmann; ferner Franz Ludwig Catel, Julius Schoppe, Johann Erdmann Hummel, Nicolovius, Karl Bötticher, Karl Friedrich Klöden, Reichhelm, August, Gustav Parthey, Eduard Knoblauch, Johann August Zeune und Karl Ludwig von Le Coq.
Er wurde auf dem Dorotheenstädtischen Friedhof in Berlin-Mitte beigesetzt. Das monumentale Familiengrab in Form eines altrömischen Sarkophags entstand nach einem Entwurf Karl Friedrich Schinkels. Auf dem Sarkophag befindet sich ein Kranz mit gesenkten Fackeln und er ist von drei Wänden umgeben, die mit Pfeilern begrenzt werden. In die Pfeiler sind Kreuze aus Granit eingelassen, die von der Großen Granitschale stammen. In dem Grabmal befindet sich auch die Urne seines Sohnes, dem Amtsgerichtsrat Ernst Cantian (1823–1889). Das Ehrengrab befindet sich in der Abteilung CAL, G4.
Cantian hatte einen 1. Oktober 1823 geborenen Sohn Christian Gottlieb Heinrich Ernst Cantian, der am 16. Januar 1889 in Venedig starb und in Padua eingeäschert wurde. Schwiegersöhne waren der Ingenieur Johann Wilhelm Schwedler, Erfinder der Schwedlerschen Kuppel (angewandt z. B. an der Neuen Synagoge) und der Eisenbahnbaumeister Eduard Koch. Seine jüngste Tochter Anna Caroline Auguste heiratete 1860 den Sanitätsoffizier und späteren Generalarzt I. Klasse Dr. med. Hermann Julius Theodor Schubert (1827–1888).

## Werke

### Schalen
Cantian stellte auf den Berliner Akademie-Ausstellungen von 1826 bis 1830 mehrere Schalen aus und in den Jahren 1832 bis 1836 wurden Bildwerke der Schalen gezeigt. Der von Cantian benutzte Begriff vaterländisch für granitene Schalen entsprach dem damaligen Zeitgeist von Nationalsymbol, Kult und Mythos. Nachfolgend sind Schalen von Cantian aufgelistet, die er auf Akademie-Ausstellungen unter der Rubrik Kunst- und Industriearbeiten von 1826 bis 1830 zeigte, die allesamt mit Maschinen geschliffen und poliert wurden.
- 1826 stellte Cantian insgesamt drei Schalen aus, eine kreisrunde Schale aus den in der Kurmark sich findenden Granitstücken mit 6 Fuß (1,88 Meter) Durchmesser, ferner eine kleine Schale aus Verde-Antico und eine weitere aus Giallo-Antico.
- 1828 wurde eine Schale aus Verde Antico nach einer Zeichnung von Schinkel aus der Steinmetzwerkstatt des Bauinspektors Cantian ausgestellt.
- 1830 sind zwei Schalen mit höheren technischen und gestalterischen Schwierigkeitsgraden gezeigt worden. Eine Schale[6] von 5 Fuß und 11 Zoll (1,86 Meter) Durchmesser, 4 Fuß und 3 Zoll (1,33 Meter) Höhe hatte plastisch am Beckenrand ausgearbeitete Löwenköpfe und eine weitere mit 3 Fuß und 4 Zoll (1,05 Meter) Durchmesser und ebenso 3 Fuß und 4 Zoll Höhe war aus hochrotem in der Uckermark aufgefundenem Granit. Diese Schale hatte Henkel aus Granit. Beide Schalen wurden mit Löwenköpfen bzw. Henkeln aus einem Stück gefertigt.

In den Ausstellungskatalogen von 1832 bis 1836 wurden unter der Rubrik Bildwerke mehrere Schalenarbeiten gezeigt.
- 1832 fanden sich von „C. Cantian, Bauinspektor, Hinter dem Bauhof 2., mehrere Arbeiten aus vaterländischem Geschiebe“. Es sind fünf Bildwerke, darunter eines, das sich im „Eigentum S. Maj. des Königs“ befindet. Die Abbildung der Schale des Königs mit 3 Fuß und 6 Zoll (1,10 Meter) Durchmesser zeigt eine auf einem Fuß ruhende Schale mit gneisartiger Struktur, die auf drei bronzenen Löwenfüßen ruht. An den Bronzedetails dieser Schale haben der Berliner Ciseleur Fischer und Professor Wichmann gewirkt. Eine weitere Granitschale mit großen Feldspäten und bläulichen Quarzkristallen mit einem Durchmesser von 6 Fuß (1,88 Meter) findet sich im Katalog wieder. Ferner sind zwei weitere Schalen bebildert.
- 1834 wurden zwei Granitschalen von je 3 Fuß (0,94 Meter) Durchmesser und ebenso 3 Fuß Höhe gezeigt, davon hat eine einen säulenartigen Fuß aus rötlichem gneisartigen Granit und einer am Fuß befindlichen Bronzeverzierung von Theodor Kalide, die andere ist ebenso von Kalide verziert.
- 1836 sind eine Vase und Tischplatte aus rotem bzw. hellrotem vaterländischen Granit im Katalog abgebildet.[7]

### Skulpturen
- 1822/23 Sockel der Skulpturen auf der Schlossbrücke, Berlin
- 1826–31 Granitschale im Lustgarten vor dem Alten Museum, Berlin
- 1826 Granitschale auf der Insel im Maschinenteich am Schloss Charlottenhof, Potsdam. Zuvor im Schloss Charlottenburg, Berlin. Seit 1840 im Parkteil Charlottenhof
- 1828 Schlusssteine in den Gewölben der Friedrichswerderschen Kirche, Berlin
- 1828 Säulen der Rotunde des Alten Museums, Berlin
- 1831 Sandsteinteile Elisabethkirche, Berlin
- 1839 Skulpturen an der Fassade von Schloss Tegel nach Entwürfen von Christian Daniel Rauch, Berlin
- 1840/41 Grabmal Jean Pierre Frédéric Ancillon auf dem Französischen Friedhof, Berlin
- 1839/43 Friedenssäule auf dem Belle-Alliance-Platz, Berlin
- 1840 Granitschale und Löwenköpfe für das Stibadium von Schloss Glienicke, Berlin
- 1840 Grundstein für das Reiterstandbild Friedrichs des Großen Unter den Linden, Berlin
- 1842/43 Ersatzsäulen für den Aachener Dom
- 1845 Schildhorn-Denkmal als künstlerische Umsetzung der Schildhornsage, Berlin-Grunewald
- 1846 Adlersäule auf der Lustgartenterrasse des Berliner Schlosses

Säulen im Alten Museum, Berlin-Mitte
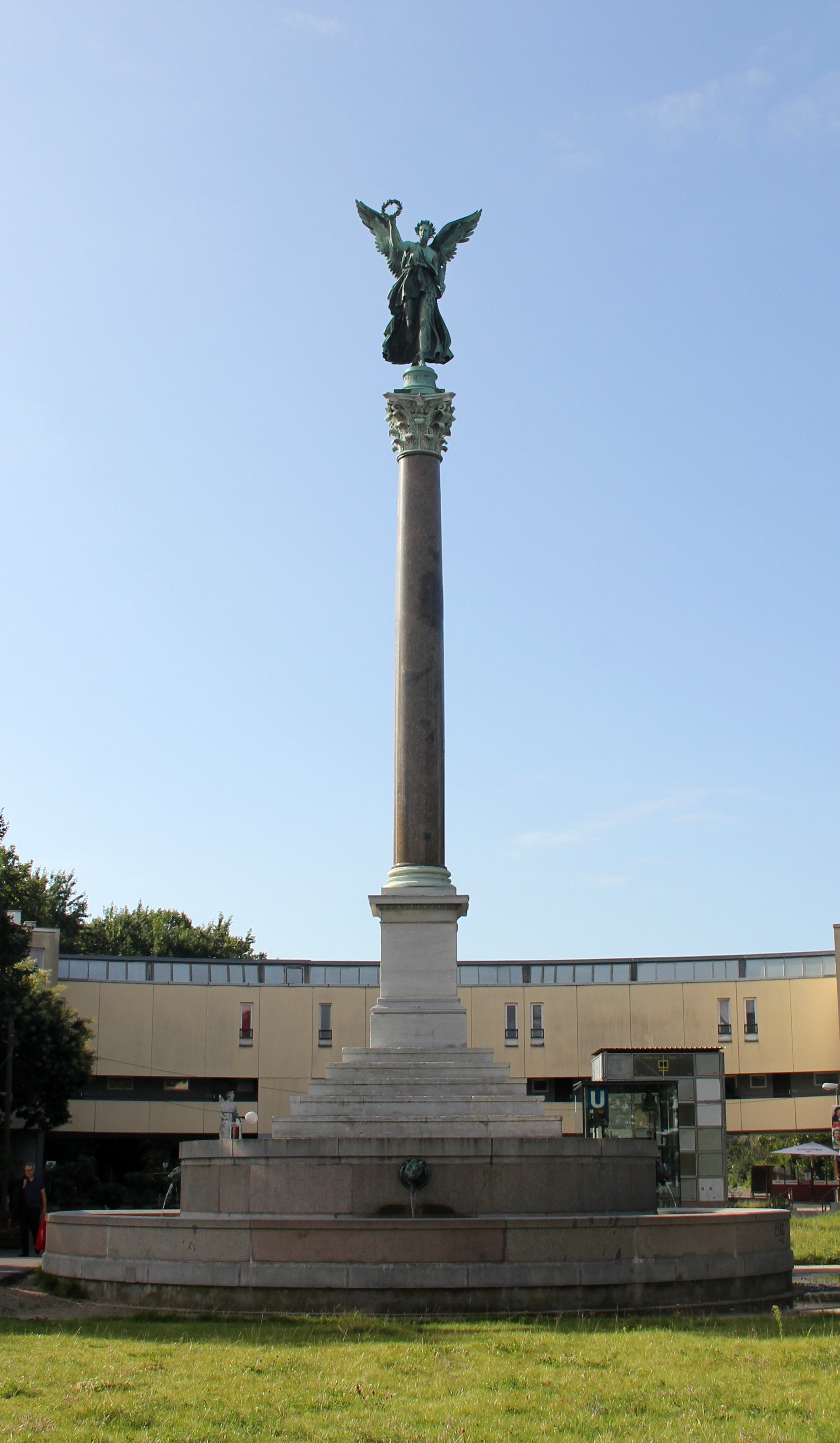
Friedenssäule, Berlin-Kreuzberg
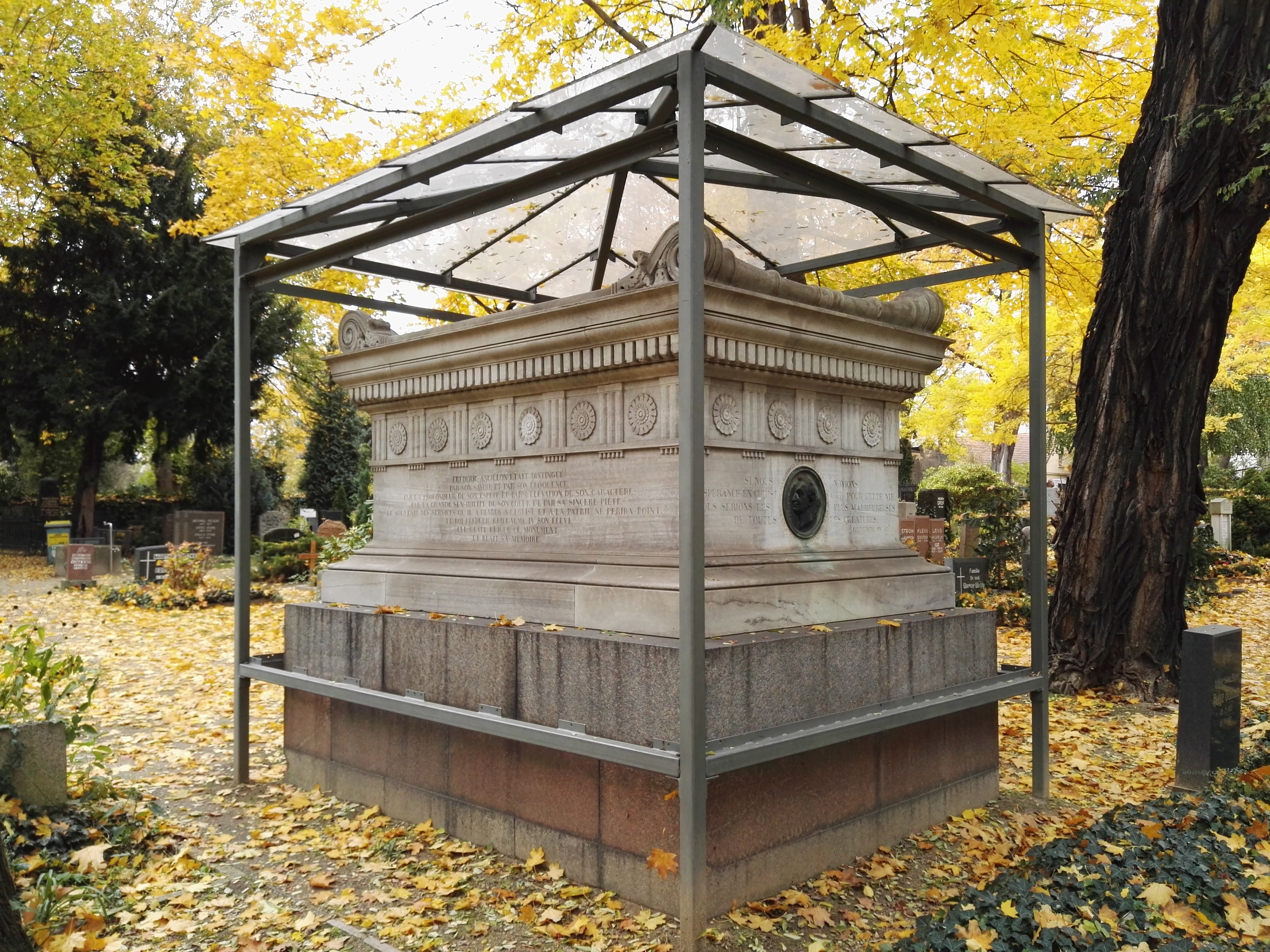
Grabmal für Frédéric Ancillon, Berlin-Mitte
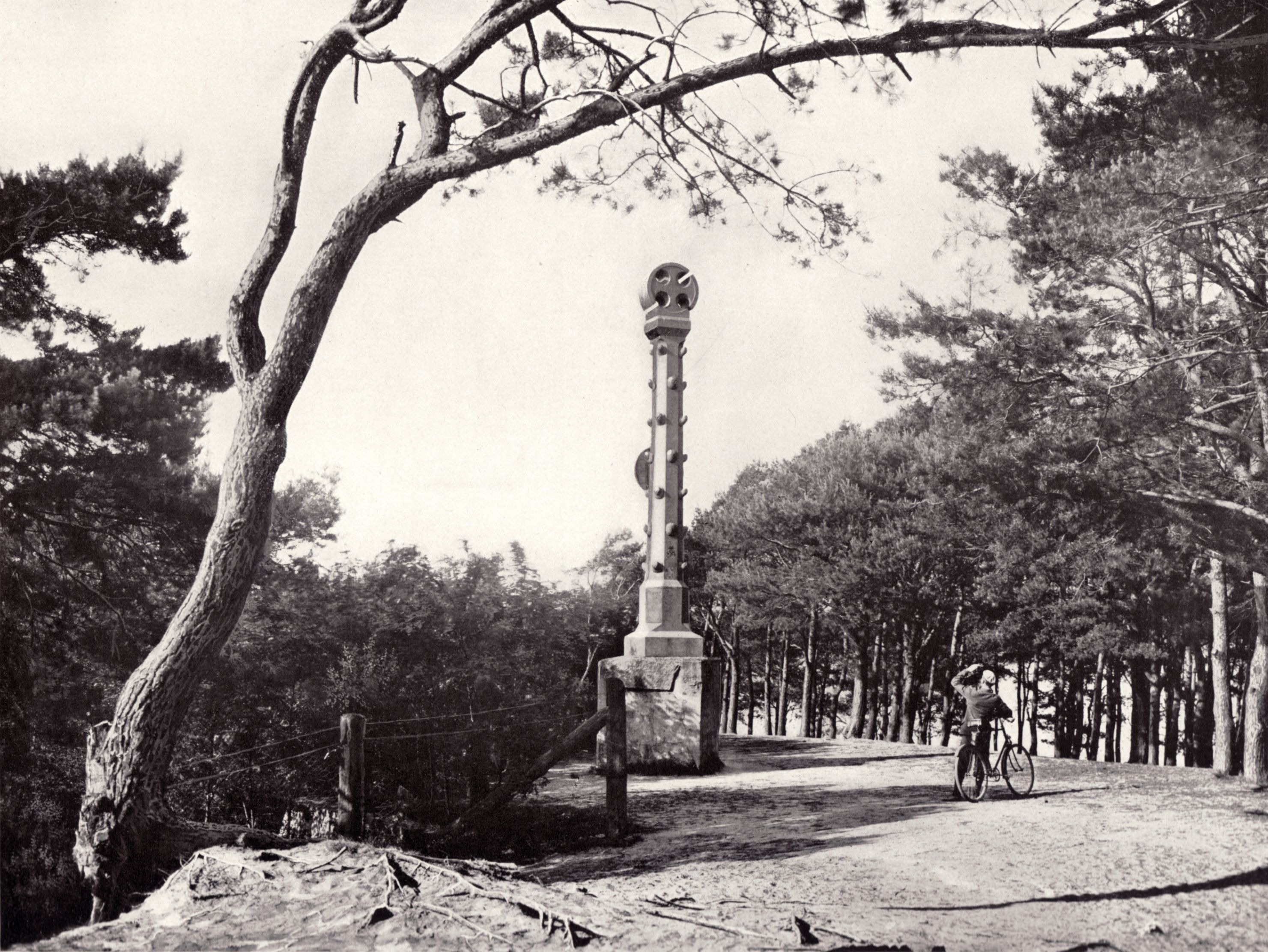
Schildhorn-Denkmal, Berlin-Grunewald
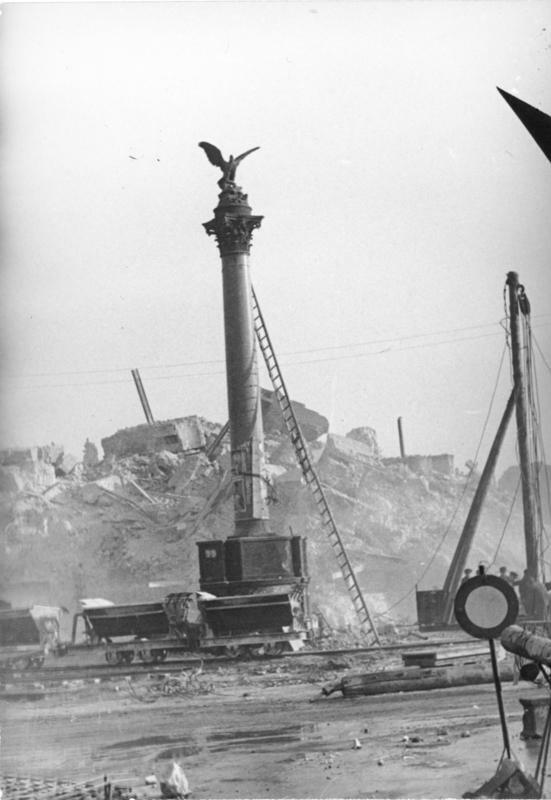
Adlersäule, Berlin-Mitte

## Rezeption
In größtmöglicher Nähe der Granitschale am Lustgarten, wo sich auch die Werkstätten befanden, wurden 1839 auf der Museumsinsel ein Platz und eine Straße nach ihm benannt. Diese wurden später vom Pergamonmuseum überbaut. Zum Ausgleich für die Entwidmung zugunsten der Museumserweiterungen erhielt dann 1903 eine Wohnstraße im Bezirk Prenzlauer Berg den gleichen Namen. Auch einen Cantianplatz gab es dort schon seit 1876, der aber wieder aufgehoben wurde. Deutlich kritische Worte hingegen fand der Geologe und in Berlin lebende Zeitgenosse Leopold von Buch zur Zerstörung des größten Findlings von Deutschland:

„Diese ehrwürdigen Denkmäler teilen das Schicksal der Welt. Geschlechter werden von Geschlechtern verdrängt, und jedes von ihnen reisst irgend ein Document der Vorwelt mit in den Abgrund. Auf den Capitälen des Parthenon  kochen die Soldaten des  Pascha ihren Pillaw. Aus dem Dache des Pantheon hat Pabst Urban VIII. Barberini den Baldachin des heiligen Petrus gebaut; was die Barbaren nicht, das  taten die Barberini. Aus dem Markgrafenstein bei Rauen wird eine Riesenschale gemacht.“